# Gornja Gradina
Gornja Gradina är en ort i Bosnien och Hercegovina.   Den ligger i entiteten Republika Srpska, i den nordvästra delen av landet, 190 km nordväst om huvudstaden Sarajevo. Gornja Gradina ligger 232 meter över havet och antalet invånare är 120.
Terrängen runt Gornja Gradina är kuperad söderut, men norrut är den platt. Närmaste större samhälle är Prijedor, 14,1 km söder om Gornja Gradina.
Omgivningarna runt Gornja Gradina är en mosaik av jordbruksmark och naturlig växtlighet. Runt Gornja Gradina är det ganska tätbefolkat, med 67 invånare per kvadratkilometer.